# Vera Gebuhr
Vera Margaritha Gebuhr (født 15. maj 1916 i Odense, død 22. december 2014) var en dansk skuespillerinde.
Hun blev født i Odense og gennemgik elevskolen på byens teater 1935-1936. Fra 1937-1939 opholdt hun sig på Det kongelige Teaters elevskole. Hun var ansat på Folketeatret 1939-1964 og har herefter medvirket i en række roller på diverse københavnske scener helt op i en sen alder.
Hun var aktiv længe, hvilket blandt andet kunne opleves i 2004, hvor hun spillede hovedrollen i filmen Afgrunden om "die Asta".
Hun har været gift med journalisten Palle Fønss og civilingeniør Thomas Vrang.
I 1999 modtog Vera Gebuhr Preben Neergaards hæderslegat.

## Filmografi i udvalg
- Flådens blå matroser (1937) - Kontordame hos Holm
- Tag det som en mand (1941) - Trilles "veninde"
- Frøken Vildkat (1942) - Louises veninde
- Som du vil ha' mig (1943) - Fru Müller
- Møllen (1943) - Lise Vibe, 'Skyttelise'
- Lev livet let (1944) - Karen Andersen
- Elly Petersen (1944) - Rita
- Besættelse (1944) - Hotelstuepige
- Hans store aften (1946) - Skuespillerinde Vera Jørgensen
- Diskret ophold (1946) - Kirsten Bjerre
- Ta', hvad du vil ha' (1947) - Marianne Beyer
- For frihed og ret (1947) - Laura, Rasmus´ kone
- Kampen mod uretten (1949) - Fanny
- Min kone er uskyldig (1950) - Stuepige hos Lund
- Lynfotografen (1950) - Miss Sylvia
- Familien Schmidt (1951) - Helga Schmidt
- Vi som går køkkenvejen (1953) - Fru Bewer
- Kriminalsagen Tove Andersen (1953) - Fru Burdals ældste datter
- Blændværk (1955) - Charlotte Kerner
- Kispus (1956) - Ida
- Skovridergården (1957) - Fru Larsen
- Ingen tid til kærtegn (1957) - Olivia
- Krudt og klunker (1958) - Fru Wilhelmine Jacobsen
- Ballade på Bullerborg (1959) - Fru Lulu Lassen
- Oskar (1962) - Charlotte, stuepige
- Duellen (1962) - Lene
- Et døgn uden løgn (1963) - Thyra Jantzen
- Premiere i helvede (1964) - Grete Kristensen
- Gertrud (1964) - The Kannings' Maid
- Nøglen til Paradis (1970) - Marie
- Far til fire i højt humør (1971) - Fru Sejrsen
- Tjærehandleren (1971) - Gertrud Toresen
- Den forsvundne fuldmægtig (1971) - Fru Mörtel
- Farlige kys (1972) - Patient
- Mig og Mafiaen (1973) - Krøll Knudsen
- Mafiaen, det er osse mig (1974) - Danselærerinde
- Pas på ryggen, professor (1977) - Husholdersken Trunte
- Olsen-banden overgiver sig aldrig (1979) - Ministerfruen
- Matador (tv-serie, 1978 – 1981) - Inger Jørgensen
- Pengene eller livet (1982) - Worms sekretær
- Kurt og Valde (1983) - Sekretær
- Min farmors hus (1984) - Fru Agerlind
- Sidste akt (1987) - Maggie
- Elvis Hansen - en samfundshjælper (1988) - Ældre dame
- Europa (1991) - Depot Assistant
- Sort høst (1993) - Frue
- Davids bog (1996) - Dame i villa
- Riget II (tv-film, 1997) - Gerda
- Let's Get Lost (1997) - Fru Rothstein
- TAXA (tv-serie, 1997-1999) - Cecilies mormor
- Se dagens lys (tv-film, 2003) - Gigi
- Afgrunden (2004) - Asta Nielsen
- Voksne mennesker (2005) - Kunde i bagerbutik